# Ludwig Thaden
Ludwig Thaden (* 16. Februar 1849 in Waddens, Großherzogtum Oldenburg; † 15. Oktober 1896 in Stuttgart) war ein deutscher Schriftsteller.

## Leben
Der Vater war ein wohlhabender Kaufmann und Landwirt in Waddens. Ludwig Thaden besuchte mehrere Schulen. Nach der Konfirmation begann er eine kaufmännische Lehre in einem Tuchgeschäft in Stade. Erst im Alter von 19 Jahren gestatteten ihm seine Eltern den Besuch eines Gymnasiums in Jever, das er in Bremen in der Prima abschloss.
Danach schrieb Ludwig Thaden seinen ersten Roman und unternahm eine längere Reise durch verschiedene deutsche Regionen.
Seit 1875 lebte Ludwig Thaden wieder bei seinen Eltern in Waddens. Nach längerer Pflege von Angehörigen zog er 1883 nach Berlin. 1886 zog er nach Stuttgart. Dort wurde er zweiter Redakteur der Zeitschrift Über Land und Meer. Seit 1891 war Ludwig Thaden erster Redakteur der Halbmonatsschrift Aus fremden Zungen. Seit diesem Jahr war er auch Aufsichtsratsmitglied der neuen Deutschen Schriftsteller-Genossenschaft.
Ludwig Thaden veröffentlichte mehrere Romane und Novellenbände.